# Saint-Lazare, Québec
Saint-Lazare är en stad (kommun av typen ville) i provinsen Québec i Kanada. Den ligger i regionen Montérégie, i den sydöstra delen av landet, 120 km öster om huvudstaden Ottawa.